# Mohammad Rashnonezhad
Mohammad Rashnonezhad (3 de abril de 1996) é um judoca nascido no Irã. Competiu nos Jogos Olímpicos de Verão de 2024 em Paris, sendo eliminado na primeira fase.
O judoca Mohammad Rashnonezhad, dos Países Baixos, conquistou uma medalha de bronze na Taça da Europa em Málaga, em 2019. Faz parte da equipa de refugiados e participou em muitos torneios importantes, como o Campeonato do Mundo e o Grand Slam de Paris. Em 2023, visitou a sede da IJF para uma reunião com o Presidente da IJF, Marius Vizer. Vive nos Países Baixos e treina no centro de formação de Papendal. Enquanto jovem atleta, ganhou medalhas para o Irão nos Campeonatos Asiáticos de Jovens e foi 7º nos Mundiais de Juniores. Em 2019, foi medalha de bronze no Open da Bélgica, em Visé.